# Joseph Kallas
Joseph Kallas SMSP (ur. 20 października 1931 w Fakiha) – libański duchowny katolicki obrządku melchickiego, arcybiskup Bejrutu i Dżubajl w latach 2000-2010.

## Życiorys
Święcenia kapłańskie przyjął 13 sierpnia 1958 jako członek Zgromadzenia Misjonarzy św. Pawła. Był m.in. misjonarzem w archidiecezji Bosry i Hauran, rektorem seminarium w Harissa, a także skarbnikiem swego zgromadzenia i od 1987 roku jego przełożonym generalnym.

### Episkopat
14 grudnia 2000 został mianowany przez synod Kościoła melchickiego arcybiskupem Bejrutu i Dżubajl. Następnego dnia wybór ten zatwierdził papież Jan Paweł II. Sakry biskupiej udzielił mu 19 lutego tegoż roku abp Jean Mansour.
25 maja 2010 przeszedł na emeryturę.